# Ludwig Geyer
Ludwig Geyer (Eisleben, 1779 – Dresda, 30 settembre 1821) è stato un attore teatrale, poeta e pittore tedesco.

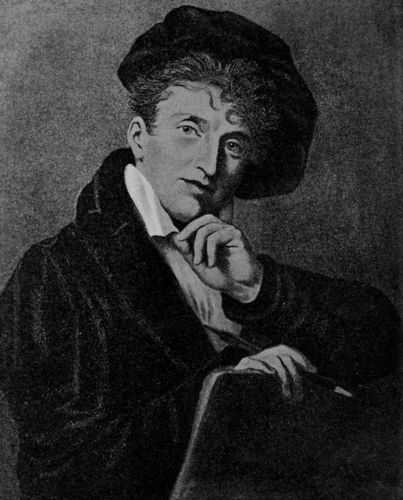
Ludwig Geyer.

Ludwig Geyer è stato il secondo marito di Johanna Rosine Pätz, madre di Richard Wagner, che lo sposò nel 1814 dopo la morte, nel 1813, del primo marito e quando il piccolo Richard aveva appena un anno.
Anche se taluni si spingono ad attribuire a Ludwig Geyer la paternità di Richard Wagner (ma questo fatto non può essere né confermato né smentito), è certo che Ludwig Geyer abbia contribuito in maniera fondamentale alla formazione di Richard: sin dalla più piccola età il patrigno porta a teatro il figlioccio e quest'ultimo rimane impressionato dal contatto assiduo con il mondo del palcoscenico.
È risultata priva di fondamento, invece, l'ipotesi che Geyer fosse ebreo (figlio di madre ebrea).
La morte di Geyer, avvenuta quando Richard aveva otto anni, causa al fanciullo un grande dolore che contribuisce ad imprimergli un carattere insofferente ed instabile. Wagner porterà il cognome Geyer fino all'età di quindici anni e anche successivamente andrà fiero del cognome e del patrigno.